# Kalîtînka, Șarhorod
Kalîtînka (în ucraineană Калитинка) este localitatea de reședință a comunei Kalîtînka din raionul Șarhorod, regiunea Vinnița, Ucraina.

## Demografie
Componența lingvistică a localității Kalîtînka
     Ucraineană (99,49%)
     Alte limbi (0,39%)
Conform recensământului din 2001, majoritatea populației localității Kalîtînka era vorbitoare de ucraineană (99,49%), existând în minoritate și vorbitori de alte limbi.